# Ель-Аріш
Ель-Аріш (араб. العريش) — адміністративний центр і найбільше місто провінції Північний Синай в Республіці Єгипет. Населення міста становить 141 595 чоловік ( за переписом населення 2006 року). Розташоване на березі Середземного моря на півночі Синайського півострова, на 344 км на північний схід від Каїру.

## Клімат
За системою класифікації Кеппена клімат міста відноситься  до спекотної пустелі (BWh).  Хоча, переважаючі середземноморські вітри пом'якшують високу температуру, характерну для іншої частини північного узбережжя Єгипту.
Найвища температура 45 °C була зареєстрована  29 травня 2003, у той час як найнижчий температурний рекорд - -6 °C зафіксовано 8 січня 1994 року.
| Клімат Ель-Аріш         | Клімат Ель-Аріш | Клімат Ель-Аріш | Клімат Ель-Аріш | Клімат Ель-Аріш | Клімат Ель-Аріш | Клімат Ель-Аріш | Клімат Ель-Аріш | Клімат Ель-Аріш | Клімат Ель-Аріш | Клімат Ель-Аріш | Клімат Ель-Аріш | Клімат Ель-Аріш | Клімат Ель-Аріш |
| Показник                | Січ.            | Лют.            | Бер.            | Квіт.           | Трав.           | Черв.           | Лип.            | Серп.           | Вер.            | Жовт.           | Лист.           | Груд.           | Рік             |
| Абсолютний максимум, °C | 30,5            | 31,7            | 38,1            | 41,0            | 44,2            | 45,0            | 38,8            | 36,4            | 39,2            | 38,4            | 36,0            | 32,6            | 45,0            |
| Середній максимум, °C   | 18,8            | 19,3            | 21,3            | 25,4            | 27,6            | 30,4            | 31,6            | 29,3            | 30,2            | 28,2            | 24,8            | 20,5            | 25,6            |
| Середня температура, °C | 12,6            | 13,1            | 15,0            | 18,4            | 21,0            | 24,3            | 26,0            | 26,2            | 24,4            | 21,8            | 17,7            | 13,9            | 19,5            |
| Середній мінімум, °C    | 7,6             | 7,9             | 9,3             | 12,1            | 14,5            | 17,8            | 20,2            | 19,1            | 19,3            | 16,3            | 12,0            | 8,9             | 13,7            |
| Абсолютний мінімум, °C  | 1,6             | 0,9             | 2,0             | 5,6             | 8,2             | 10,9            | 16,3            | 19,5            | 15,1            | 11,0            | 1,7             | 3,0             | 0,9             |
| Норма опадів, мм        | 28              | 16              | 13              | 11              | 1               | 0               | 0               | 0               | 0               | 6               | 9               | 22              | 106             |
| Днів з опадами          | 1,7             | 1,2             | 1,0             | 0,3             | 0,1             | 0,0             | 0,0             | 0,0             | 0,0             | 0,3             | 0,5             | 1,0             | 6,1             |
| Вологість повітря, %    | 71              | 70              | 71              | 67              | 68              | 68              | 70              | 71              | 73              | 72              | 70              | 72              | 70              |
| ----------------------- | --------------- | --------------- | --------------- | --------------- | --------------- | --------------- | --------------- | --------------- | --------------- | --------------- | --------------- | --------------- | --------------- |

## Галерея

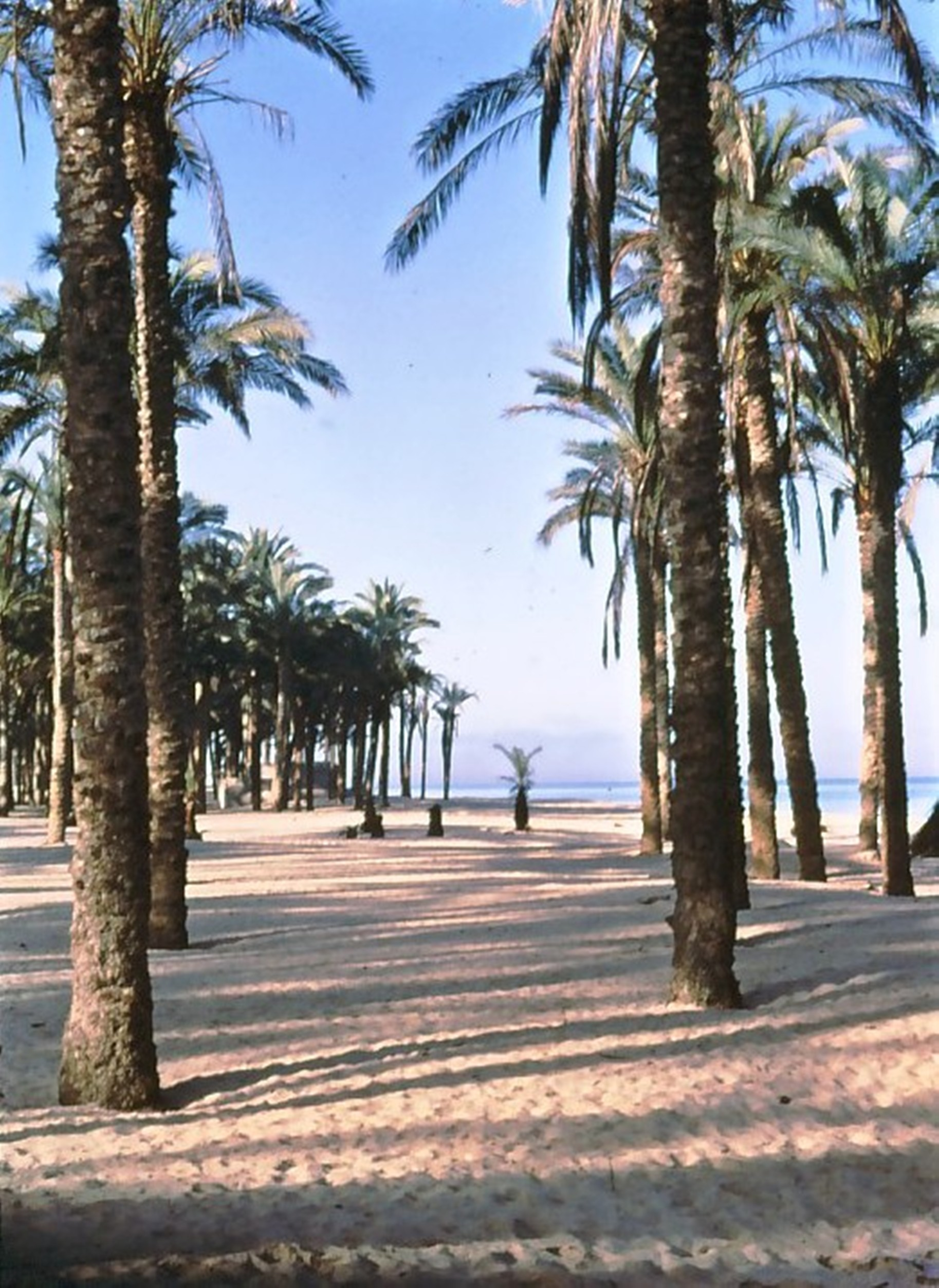